# Список нагород у галузі коміксів
Нижче представлений перелік статей про відомі нагороди в галузі коміксів з усього світу. До списку входять нагороди за досягнення в коміксах (мальописах) та графічних романах.

## Американські нагороди
- Премія Inkpot; (з 1974)[1]
- Премія Кірбі; (1985-1987)[2]
- Премія Гарві; (з 1988)[3]
- Премія Ейзнера; (з 1988)[4]

Нижче наведено хронологію американських нагород у царині коміксів. Відтінками синього представлена думка професіональних критиків, а в червоних тонах — фанатів. Премія Іґнаца є сумішшю кольорів, бо номінантів обирають критики, але переможців визначають учасники цьогорічного Small Press Expo.

## Бразильські нагороди
- Премія Жабуті, категорія «Книга коміксів»; (з 2016)[5]

## Французькі нагороди
- Нагороди Міжнародного фестивалю коміксів в Ангулемі; (з 1974)[6]